# Palacio Maciá
El Palacio Maciá o Casa Maciá es una casa señorial del municipio español de Villafranca del Panadés (Barcelona) incluida en el Inventario del Patrimonio Arquitectónico de Cataluña.
Fue propiedad de los Bartomeu, barones de Florejachs. Por los sucesivos matrimonios, pasó a los Maciá y, en 1993, a los Álvarez-Cuevas.

## Descripción

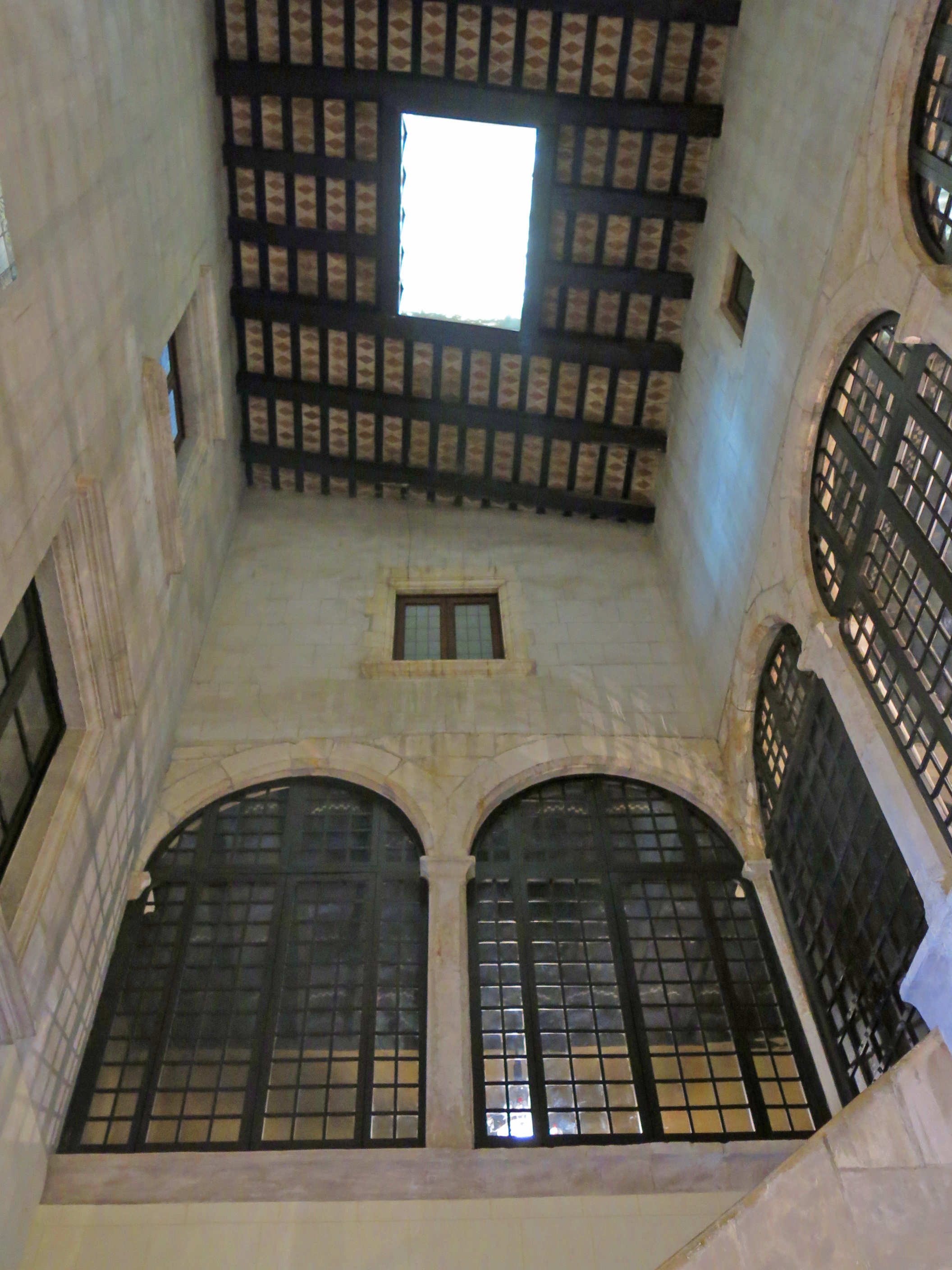
Patio interior del palacio.

El Palacio Maciá está situado en la plaza del Ayuntamiento, junto a éste, en el centro de Villafranca del Panadés, en una zona terciarizada con notables valores arquitectónicos. Se trata de una casa palaciega de origen gótico, dividida en planta baja con caballerizas y jardín, planta noble y segunda planta. La cubierta es de teja árabe. La fachada presenta en la planta baja la puerta de acceso, centrada, de arco de medio punto con dovelas radiales de piedra. A ambos lados hay aberturas de arco escarzano. El primer piso presenta modificaciones, hay dos balcones y una ventana. En el segundo piso hay aberturas simétricas. Es muy destacable la entrada principal, actualmente cubierta, con escalinata, arco gótico, pozo y galerías altas.
El palacio concentra sus salones más importantes en la primera planta, la noble, con balcones abiertos hacia la plaza del Ayuntamiento y al jardín. Destaca el salón noble y la amplia biblioteca y archivo histórico. Dicha planta está decorada con pinturas y antigüedades, así como con mobiliario de estilo gótico y rococó. En las paredes se encuentran distintas labras heráldicas de la familia, también pintadas en los techos del salón noble. La parte trasera del edificio alberga salones y habitaciones más reducidas e informales, que son las habitualmente ocupadas como vivienda.
El palacio dispone de cuatro accesos: Tres en la calle de la Cort (puerta principal y dos locales comerciales de la planta baja) y uno en la calle del Coll, este último utilizado para la entrada de vehículos.

## Historia
La cronología de este palacio se remonta al siglo XV, entonces conocido por el nombre de Casa de los siete portales, por ser este el número de accesos que tenía el edificio antes de la venta de algunas partes de la propiedad. Vidal de Bartomeu (1435-1493), embajador de la Corona de Aragón ante los Estados Pontificios, compró en el Real Monasterio de Santa María de Santes Creus tierras y un molino cerca de Villafranca. A partir de esta fecha, el edificio fue propiedad de la Casa de Bartomeu durante tres siglos. El nieto de Vidal de Bartomeu, Miguel de Bartomeu y Vallés, fue nombrado barón de Florejachs en 1571. Posteriormente, por el matrimonio de María Esteve y de Bartomeu con Manuel de Maciá y Damiá, entró en la casa la familia Maciá, cuyo nombre se mantiene aún para este palacio. Magín de Maciá y Esteve-Bartomeu luchó en la Guerra de Sucesión en favor del archiduque Carlos de Austria. 
A partir del matrimonio de María del Carmen de Saavedra y de Maciá con Juan de Álvarez-Cuevas y Serra en 1940, entran en la casa los Álvarez-Cuevas, actuales propietarios de la misma.

## Lista de propietarios
|      | Propietarios                                      |
| ---- | ------------------------------------------------- |
| i    | Vidal de Bartomeu.                                |
| ii   | Francisco de Bartomeu y Colldescansa.             |
| iii  | Miguel de Bartomeu y Vallés, barón de Florejachs. |
| iv   | Gaspar de Bartomeu y de Riu.                      |
| v    | María de Bartomeu y Queralt.                      |
| vi   | María Esteve y de Bartomeu.                       |
| vii  | Magín de Maciá y Esteve-Bartomeu.                 |
| viii | Manuel de Maciá y de Tord.                        |
| ix   | José de Maciá y de Nin.                           |
| x    | Manuel de Maciá y de Tord.                        |
| xi   | José Antonio de Maciá y de Nin.                   |
| xii  | Federico de Maciá y Miret.                        |
| xiii | María del Pilar de Maciá y de Mir.                |
| xiv  | María del Carmen de Saavedra y de Maciá.          |
| xv   | Isabel de Álvarez-Cuevas y de Saavedra.           |
| xvi  | Luis Puig y Carreras. *                           |

* Viudo de Isabel de Álvarez-Cuevas y de Saavedra, fallecida en París el 9 de septiembre de 2018.